# De Kooi (televisieprogramma)
De Kooi is een Belgische realityserie in combinatie met een quiz. De presentator is Stany Crets.
Dagelijks spelen zes kandidaten mee aan de quiz. De bedoeling van deze quiz is zoveel geld overhouden door middel van te stelen bij een tegenkandidaat. In november 2004 werd het programma reeds na 5 weken van het televisiescherm gehaald omwille van de slechte kijkcijfers.

## Uitleg rondes
Beginronde
- Is een ronde met zes spelers die een opdracht vervullen via de televisie. Deze opdrachten hebben te maken met logisch denken.

Ronde 1
- Er wordt met zes personen gespeeld.
- Startkapitaal 2000 euro per speler
- Per vraag staat 400  euro op het spel
- Er worden  drie keer zes vragen gesteld. Bij ex aequo wordt gewoon verder gespeeld.
- De speler heeft vijf seconden om de vraag goed te beantwoorden.
- De kandidaat met de laagste score of nul, moet naar huis zonder geld.

Ronde 2
- Er wordt met vier personen gespeeld
- Startkapitaal 1000 euro per speler.
- Per vraag staat 200 euro op het spel.
- Er worden vier keer vier vragen gesteld. Bij ex aequo wordt gewoon verder gespeeld.
- Hetzelfde als ronde 1, maar de vraag wordt doorgegeven.
- De kandidaat met de laagste score of nul, moet naar huis zonder geld.

Ronde 3
- Er wordt met twee personen gespeeld.
- Startkapitaal 500 euro per speler.
- Per vraag staat 100  euro op het spel.
- Deze ronde is de drukknopronde. Wie het snelste afdrukt en goed antwoordt, wint.

Na 5 dagen: vb. van maandag tot vrijdag kan men theoretisch tot 16.000 euro winnen.
Op zondag wordt de weekfinale gespeeld. Daarin wordt met drie spelers nog gespeeld.
- Ronde 1: blijft hetzelfde
- Ronde 2: de drukknopronde
- Ronde 3: Wanneer de kandidaat vijf goede antwoorden kan geven, heeft de kandidaat het geld verzilverd. Bij tien goede antwoorden wint de kandidaat een reis. Per fout antwoord gaat er 5% van het bedrag van het spaargeld af.